# Vézénobres
Vézénobres [vezenɔbʁ] ist eine Gemeinde mit 1839 Einwohnern (Stand 1. Januar 2022) im französischen Département Gard in der Region Okzitanien.

## Geografie
Vézénobres liegt im Tal des Gardon d’Alès zwischen Nîmes und Alès.

## Bevölkerungsentwicklung

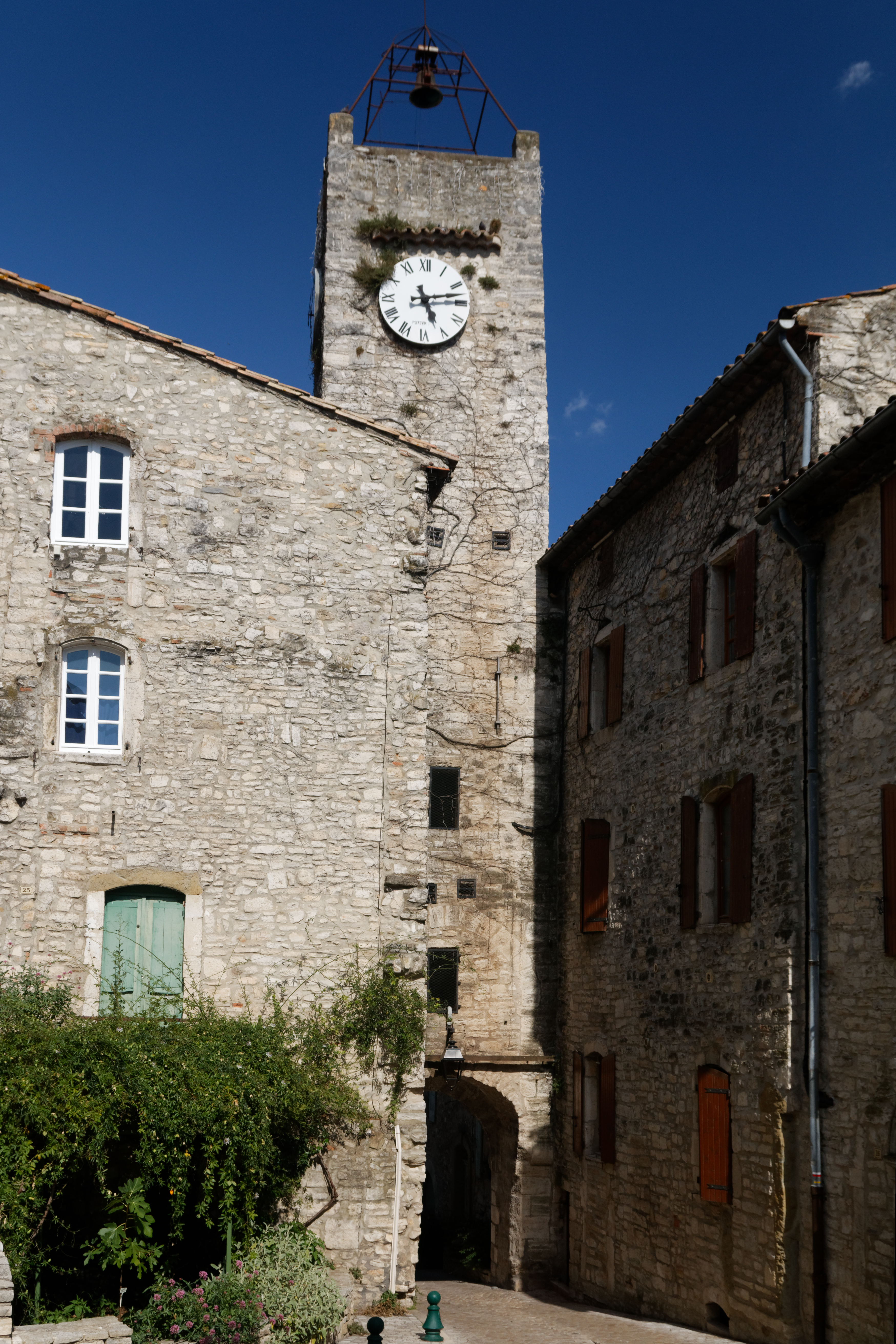
Stadttor Porte de Sabran

| Jahr                       | 1962 | 1968 | 1975 | 1982 | 1990 | 1999 | 2008 | 2017 |
| Einwohner                  | 865  | 914  | 1056 | 1092 | 1312 | 1391 | 1694 | 1774 |
| Quellen: Cassini und INSEE |      |      |      |      |      |      |      |      |

## Geschichte

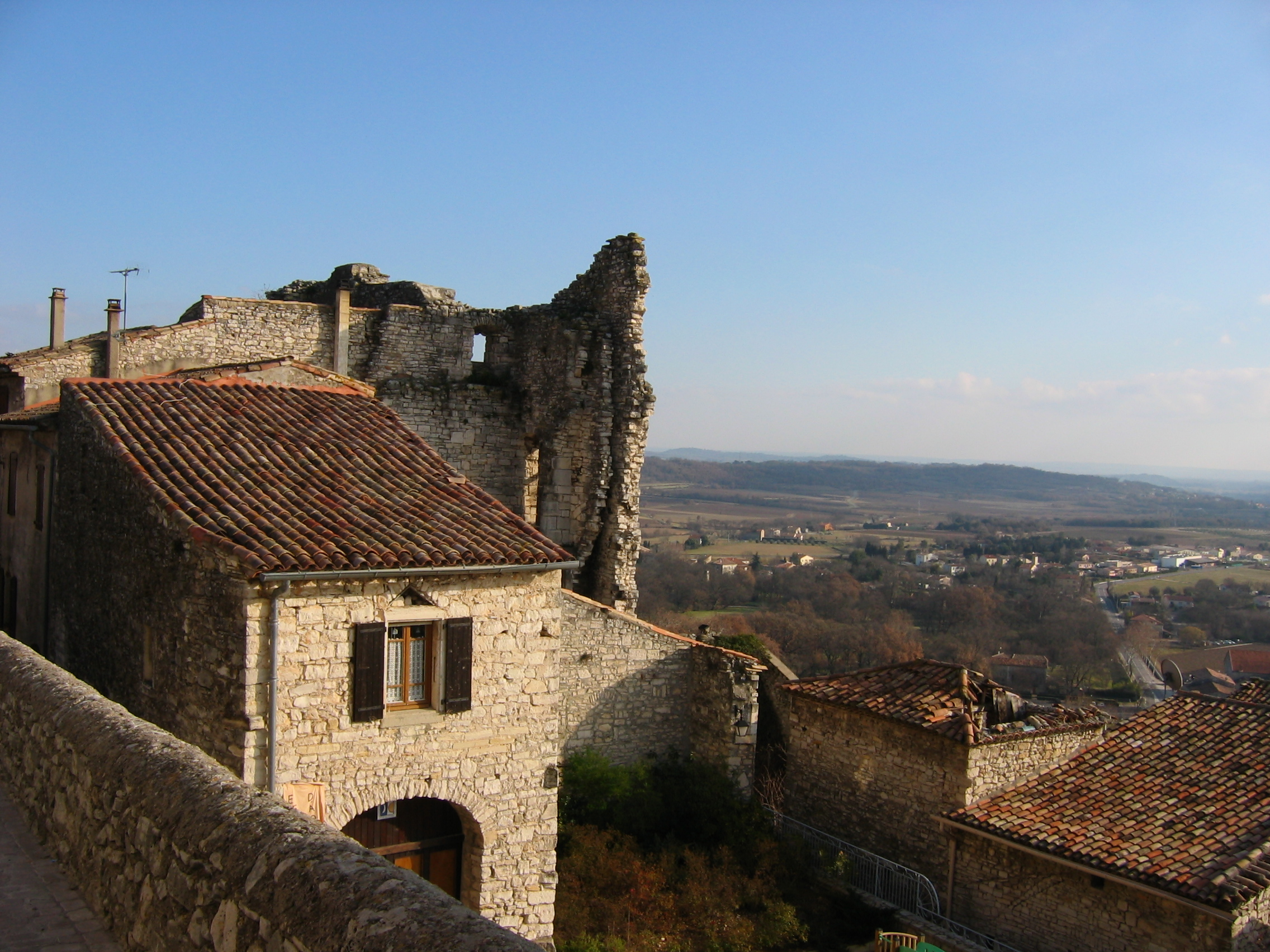
Ruine des Château Fay-Peraut

Auf einem Hügel an der Stelle eines einstigen Oppidums gelegen, war Vézènobres ein strategisch bedeutender Ort zwischen den Cevennen und der Provence. Er wurde nacheinander von den Ligurern, Kelten, Volken und Römern bewohnt. Eine dort angelegte Römerstraße entwickelte sich im Mittelalter zum „Chemin de Régordane“, einer Handelsstraße und Pilgerroute, die die Mittelmeerküste mit Nordfrankreich verband.
Als Zwischenstation und Handelsplatz an dieser Straße entwickelte der Ort vom 11. bis zum 13. Jahrhundert großen Reichtum. Aus dieser Zeit bewahrte die Altstadt eine außergewöhnliche zivile Bausubstanz im romanischen Stil. Im 18. und 19. Jahrhundert profitierte Vézènobres vom Seidenbau und dem Weinbau; aus jener Zeit stammen weitere bedeutende Gebäude, die von Bauwerken in den nächsten Städten inspiriert waren.
Im Verlauf der Hugenottenkriege wurde die Befestigungsanlage im 16. Jahrhundert zerstört.

## Sehenswürdigkeiten
- Château de Girard: Die von der Familie Girard errichtete Burganlage aus dem 14. Jahrhundert war in die Stadtbefestigung integriert. Ende des 17. Jahrhunderts erwarb die Gemeinde das Gebäude, in dem heute das Rathaus (Mairie) untergebracht ist.
- Porte de Sabran: Dieses Tor ist das einzig verbliebene der fünf mittelalterlichen Stadttore. Es stammt aus dem frühen 13. Jahrhundert, im 18. Jahrhundert wurde ihm ein Uhrturm aufgesetzt.
- Château Fay-Peraut: Reste einer mittelalterlichen Burg aus dem 12. Jahrhundert, die 1625 zerstört wurde.
- Château de Bernis-Calvière: Charles-François de Calvière, Offizier der königlichen Garde, ließ dieses Schloss in den Jahren 1740 bis 1750 errichten.
- Hôtel Montfaucon: Privathaus aus dem 16. Jahrhundert

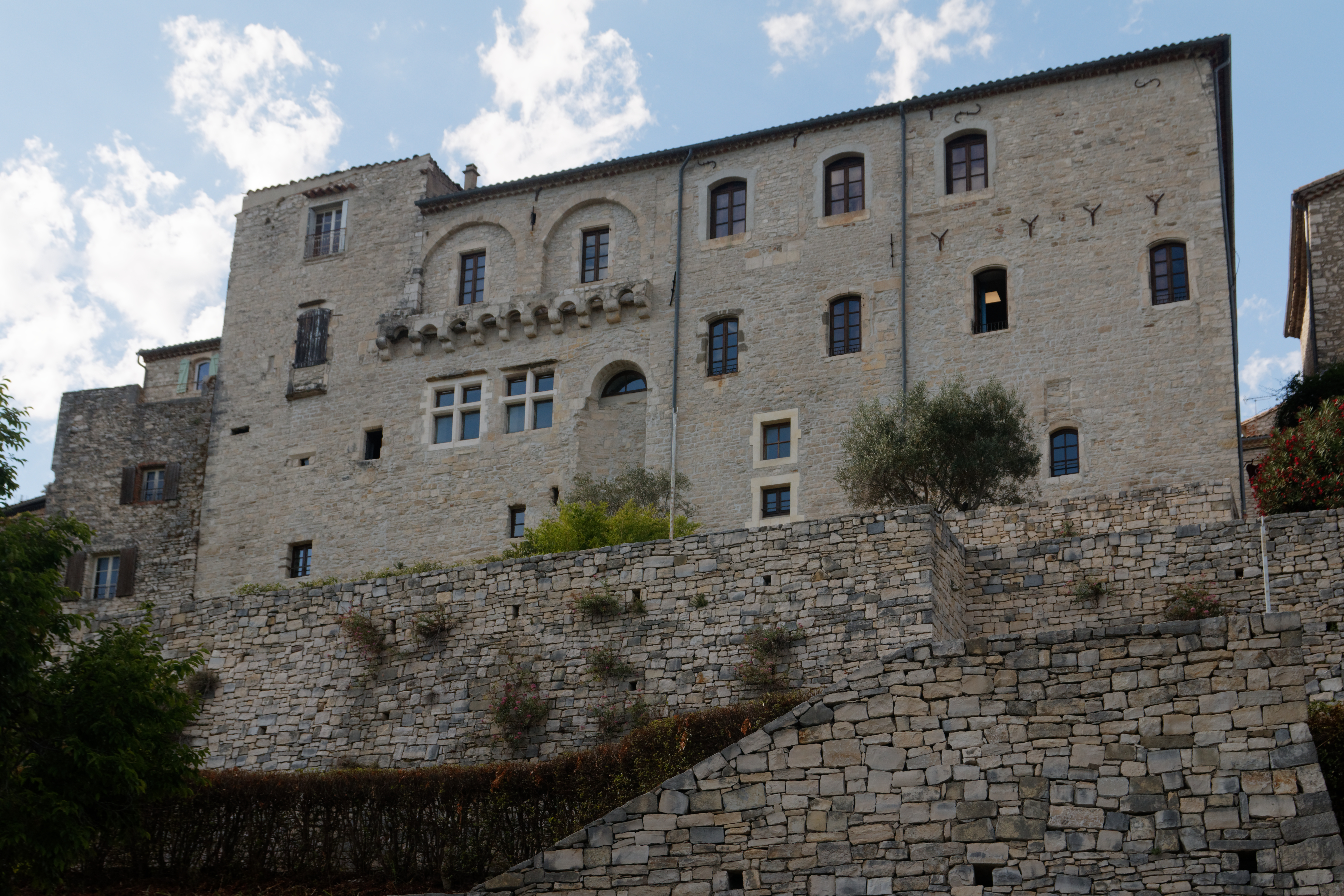
Château de Girard
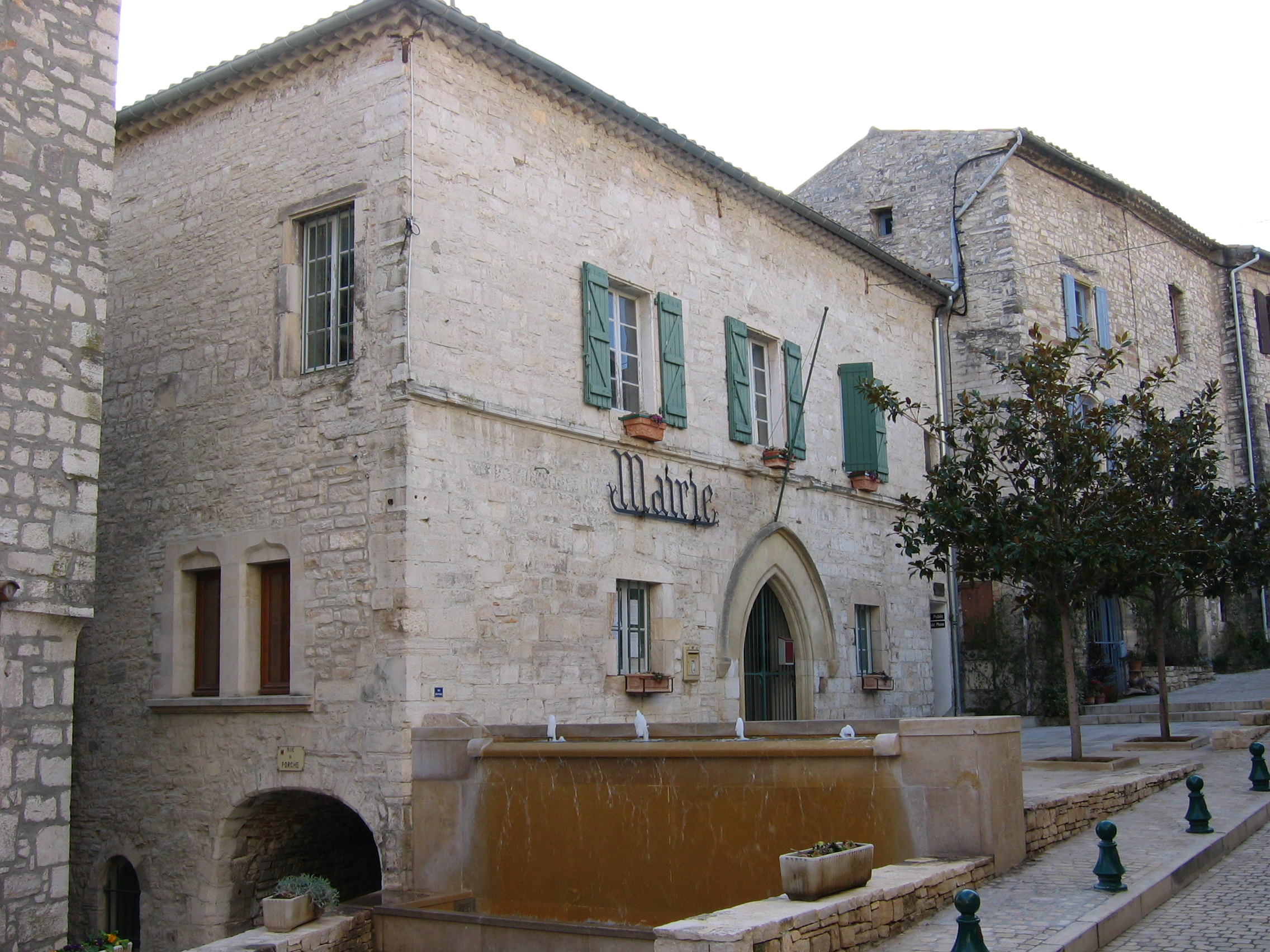
Rathaus im Château de Girard
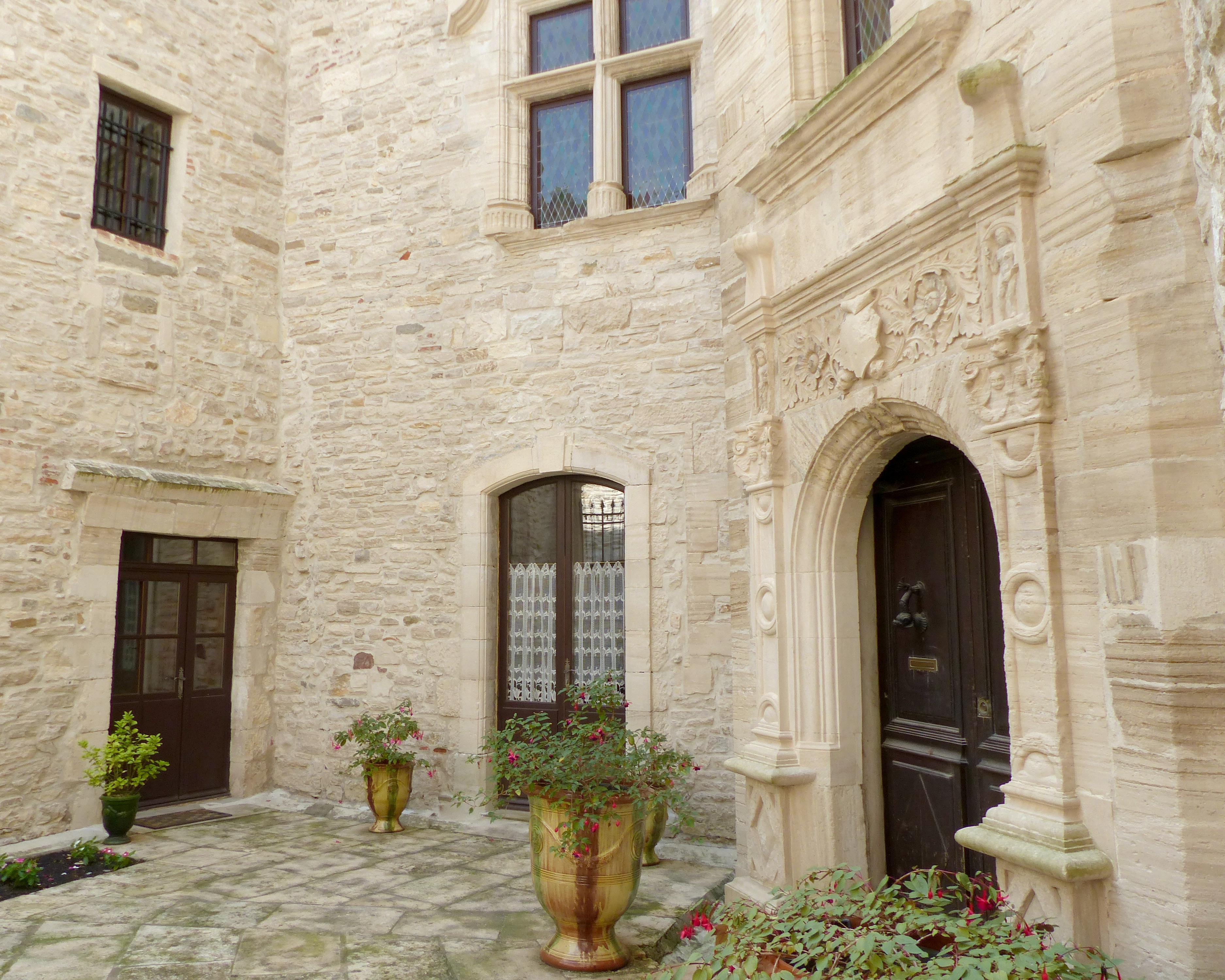
Hôtel Montfaucon